# Lista de países pelo número de milionários
Esta é uma lista de países pelo número de milionários por patrimônio líquido (em dólares dos Estados Unidos) com base em uma avaliação anual de riqueza e ativos compilada e publicada pelo banco suíço Credit Suisse. Segundo estimativas, em meados de 2021 havia 56 milhões de pessoas em todo o mundo cujos ativos ultrapassavam um milhão de dólares, dos quais quase 40% viviam nos Estados Unidos. O patrimônio líquido total de todos os milionários ficou em aproximadamente $158.261 trilhão.  

## Regiões por número e porcentagem de milionários
| Classificação | Região           | Números (em milhares) | Porcentagem do total mundial | Como porcentagem da população adulta total |
| ------------- | ---------------- | --------------------- | ---------------------------- | ------------------------------------------ |
| -             | Mundo            | 62.483                | 100,0                        | 1.1                                        |
| 1             | América do Norte | 24.480                | 42.1                         | 8.4                                        |
| 2             | Europa           | 16.696                | 28.1                         | 2.7                                        |
| 3             | Ásia-Pacífico    | 10.755                | 17.2                         | 0,8                                        |
| 4             | China            | 6.190                 | 9.4                          | 0,5                                        |
| 5             | América latina   | 915                   | 1.3                          | 0,2                                        |
| 6             | Índia            | 796                   | 1.2                          | 0,1                                        |
| 7             | África           | 352                   | 0,5                          | 0,0                                        |

## Países por número e porcentagem de milionários
| País ou área subnacional | Número de milionários | Porcentagem de milionários do mundo (%) | Como porcentagem da população adulta total |
| ------------------------ | --------------------- | --------------------------------------- | ------------------------------------------ |
| Estados Unidos           | 24,480,110            | 39.1                                    | 9.7                                        |
| China                    | 6,190,394             | 9.4                                     | 0.6                                        |
| Japão                    | 3,365,616             | 6.5                                     | 3.2                                        |
| Reino Unido              | 2,849,344             | 5.3                                     | 5.4                                        |
| França                   | 2,796,334             | 4.4                                     | 5.6                                        |
| Alemanha                 | 2,638,056             | 4.4                                     | 3.9                                        |
| Austrália                | 2,176,868             | 3.2                                     | 11.2                                       |
| Canadá                   | 1,681,969             | 3.0                                     | 7.6                                        |
| Itália                   | 1,412,789             | 2.6                                     | 2.8                                        |
| Coreia do Sul            | 1,289,917             | 2.0                                     | 3.0                                        |
| Suíça                    | 1,151,960             | 1.9                                     | 15.5                                       |
| Holanda                  | 1,148,740             | 1.9                                     | 8.5                                        |
| Taiwan                   | 869,210               | 1.8                                     | 4.4                                        |
| Índia                    | 769,416               | 1.2                                     | 0.1                                        |
| Hong Kong                | 631,860               | 1.1                                     | 6.1                                        |
| Suécia                   | 610,214               | 1.0                                     | 7.3                                        |
| Bélgica                  | 588,968               | 0.9                                     | 6.5                                        |
| Dinamarca                | 384,828               | 0.9                                     | 8.5                                        |
| Rússia                   | 352,801               | 0.6                                     | 0.3                                        |
| Nova Zelândia            | 347,478               | 0.5                                     | 9.6                                        |
| México                   | 318,298               | 0.5                                     | 0.4                                        |
| Arábia Saudita           | 313,298               | 0.5                                     | 1.3                                        |
| Singapura                | 298,650               | 0.4                                     | 10                                         |
| Áustria                  | 271,014               | 0.4                                     | 3.7                                        |
| Brasil                   | 265,782               | 0.4                                     | 0.1                                        |
| Noruega                  | 236,023               | 0.3                                     | 5.6                                        |
| Israel                   | 203,623               | 0.3                                     | 3.6                                        |
| Indonésia                | 191,103               | 0.3                                     | 0.1                                        |
| Emirados Árabes Unidos   | 176,780               | 0.3                                     | 2.1                                        |
| Irlanda                  | 175,791               | 0.3                                     | 4.8                                        |